# Marginea
Marginea is een Roemeense gemeente in het district Suceava.
Marginea telt 9941 inwoners.